# Nuoto ai Giochi della XVII Olimpiade - 100 metri farfalla femminili
La competizione dei 100 metri farfalla femminili di nuoto ai Giochi della XVII Olimpiade si è svolta nei giorni 29 e 30 agosto 1960 allo stadio Olimpico del Nuoto di Roma.

## Programma
| Data      | Round      | Note                               |
| --------- | ---------- | ---------------------------------- |
| 29 agosto | 4 Batterie | I migliori 8 tempi alle semifinali |
| 30 agosto | Finale     |                                    |

## Risultati

### Batterie
| Pos. | Atleta            | Nazione          | Tempo  | Posizione Finale |
| ---- | ----------------- | ---------------- | ------ | ---------------- |
| 1    | Carolyn Schuler   | Stati Uniti      | 1'09"8 | 1                |
| 2    | Jan Andrew        | Australia        | 1'10"3 | 2                |
| 3    | Valentina Poznyak | Unione Sovietica | 1'13"2 | 9                |
| 4    | Jean Oldroyd      | Gran Bretagna    | 1'14"2 | 11               |
| 5    | Silvia Belmar     | Messico          | 1'16"5 | 17               |
| 6    | Hannelore Janele  | Austria          | 1'18"4 | 20               |

| Pos. | Atleta               | Nazione          | Tempo  | Posizione Finale |
| ---- | -------------------- | ---------------- | ------ | ---------------- |
| 1    | Sheila Watt          | Gran Bretagna    | 1'12"3 | 5                |
| 2    | Zinaida Belovetskaya | Unione Sovietica | 1'12"6 | 7                |
| 3    | Kristina Larsson     | Svezia           | 1'13"0 | 8                |
| 4    | Anna Beneck          | Italia           | 1'18"4 | 20               |
| 5    | Hillary Wilson       | Rhodesia         | 1'21"4 | 25               |

| Pos. | Atleta             | Nazione     | Tempo  | Posizione Finale |
| ---- | ------------------ | ----------- | ------ | ---------------- |
| 1    | Carolyn Wood       | Stati Uniti | 1'11"1 | 4                |
| 2    | Atie Voorbij       | Paesi Bassi | 1'12"4 | 6                |
| 3    | Heidi Eisenschmidt | Germania    | 1'14"6 | 13               |
| 4    | Karin Larsson      | Svezia      | 1'15"0 | 14               |
| 5    | Eulalia Martínez   | Messico     | 1'17"9 | 19               |
| 6    | Márta Egerváry     | Ungheria    | 1'19"4 | 22               |
| 7    | Colette Libourel   | Francia     | 1'20"4 | 24               |

| Pos. | Atleta             | Nazione     | Tempo  | Posizione Finale |
| ---- | ------------------ | ----------- | ------ | ---------------- |
| 1    | Marianne Heemskerk | Paesi Bassi | 1'11"0 | 3                |
| 2    | Bärbel Fuhrmann    | Germania    | 1'13"2 | 9                |
| 3    | Margaret Iwasaki   | Canada      | 1'14"2 | 11               |
| 4    | Shizue Miyabe      | Giappone    | 1'15"8 | 15               |
| 5    | Sandra von Giese   | Filippine   | 1'16"3 | 16               |
| 6    | Annie Caron        | Francia     | 1'17"1 | 18               |
| 7    | Anna Maria Cecchi  | Italia      | 1'19"5 | 23               |

### Finale
| Pos.    | Atleta               | Nazione          | Tempo  |
| ------- | -------------------- | ---------------- | ------ |
| Oro     | Carolyn Schuler      | Stati Uniti      | 1'09"5 |
| Argento | Marianne Heemskerk   | Paesi Bassi      | 1'10"4 |
| Bronzo  | Jan Andrew           | Australia        | 1'12"2 |
| 4       | Sheila Watt          | Gran Bretagna    | 1'13"3 |
| 5       | Atie Voorbij         | Paesi Bassi      | 1'13"3 |
| 6       | Zinaida Belovetskaya | Unione Sovietica | 1'13"3 |
| 7       | Kristina Larsson     | Svezia           | 1'13"6 |
| -       | Carolyn Wood         | Stati Uniti      | Rit"   |